# Хибалівка
Хи́балівка — село в Україні, у Куликівській селищній громаді Чернігівського району Чернігівської області. Населення становить 782 осіб. До 2017 орган місцевого самоврядування — Хибалівська сільська рада.
На лівому березі річки Десна, на віддалі від неї півтора кілометри, розташоване с. Хибалівка.

## Назва
За давніми переказами село назване так тому, що одним з перших поселенців цієї місцевості був козак-рибалка по прізвищу Хиб, а в нього була жінка, яку називали Ловка.

## Історія
Вперше село згадується в подимному реєстрі Чернігівського воєводства 1638 року.
В давнину село було заселене в основному козаками. Населення займалося землеробством, скотарством, рибальством. Найкращі землі знаходилися в руках заможних козаків і батюшки, а козацька голота мала лише невеликі наділи землі.
У 1880 році в селі було відкрито церковно-приходську школу, де в основному навчалися діти заможних селян.

### Радянський період
У період 1917-1920-х років у селі кілька разів змінювалась влада. Остаточну владу отримали більшовики, окупація якими тривала до початку Другої світової війни.
У 1929 році дрібні одноосібні господарства було примусово об’єднано в колгосп «Зоря». 
У 1930—1932 рр. на території села було ще один колгосп «14-Жовтня», рибо-артілі ім. Сталіна та ім. Шевченка.
У 1932-1933 роках внаслідок Голодомору в селищі загинула 21 людина.
У 1951 році два колгоспи об'єдналися в один, який назвали «Зоря комунізму».
У довоєнний час в селі була семирічна школа, медпункт, бібліотека, клуб.
У період німецько-радянської війни 348 жителів села пішли на фронт, 200 чоловік назад не повернулися. Багато воїнів за участь у бойових діях нагороджені орденами та медалями. А земляк, Яків Ісайович Назаренко, був нагороджений званням Героя Радянського Союзу.
У післявоєнний період велися відбудовні роботи в приватному та колективному секторі. У 1970—1980 рр. колгосп був передовиком у районі. У селі був побудований новий Будинок культури, школа, дитячий садок, лазня. 

## Сучасність
В 1993 році на базі колгоспу «Зоря комунізму» було організоване КСП «Зоря».
Територія Хибалівської сільської ради 4190 га в тому числі земель державної власності 1273 га, земель приватної власності 2444 га. Площа населеного пункту становить 373 га.
На території села Хибалівка проживає 619 чол., в тому числі працездатного населення 271 чол., дітей шкільного віку 44, а дітей дошкільного віку 19. громадян пенсійного віку − 385 чоловік. Кількість осель — 423, в яких станом на 01.01.2006 року утримувалось 281 гол. ВРХ, в тому числі 256 корів. В користуванні жителів села − 41 голів коней, 16 тракторів різних марок. 68 господарств не тримають ніякої живності, 141 господарство не тримає корів. З особистих господарств жителів села продано державі 137 цт. м'яса, 7925 цт. молока.
Право на земельну частку/пай/ мають 616 чоловік. Одержано Державних актів на право власності на землю 260 чоловік. На даний час земельні паї в натурі не виділені і в оренду нікому не здані. Право на майнові паї мають 654 людей. Отримали майнові свідоцтва 285 чол. На даний період майнові паї в оренду не здані.
Основний дохід жителів села — гроші, одержані за здане молоко. В даний час (2015) в селі працює 7 (було 10 пунктів від 4 заводів) молокоприймальних пунктів: 5 − від Куликівського молокозаводу, 2 − від Бобровицького молокозаводу.
За 2005 рік продано 7925 цт. молока, з них: на ЗАТ «Молоко» − 2457 цт., що становить 31 % від продажу; на Ніжинський молокозавод − 1988 цт., що становить 25 %; на Бобровицький молокозавод − 2127 цт., що становить 26,8 %; на Козелецький молокозавод − 1353 цт., що становить 17,2 %.
Торговельне забезпечення села — 3 магазини та 2 приватних підприємці, що працюють на дому. Кожного четверга працює виїзна торгівля в центрі села. Один магазин в селі належить приватному підприємцю з м. Чернігова. Ще один належить приватному підприємцю Данілевському М. В. І ще один магазин працює від Куликівського райспоживтовариства. За 2005 рік товарообіг магазину райспоживспілки становив 114,5 тисяч гривень, що становить 88,1 % від річного завдання.
Медичне обслуговування здійснюється працівниками фельдшерського пункту, в якому працює один фельдшер та санітарка. За 2005 рік зареєстровано 3013 відвідувань ФАПу. Зареєстровано 1368 викликів додому, в тому числі 121 виклик до дітей.
Побутове обслуговування населення здійснювалось товариством «Агро-Фалкон». Населенню надавались послуги по ремонту та пошиттю одягу та деякі ритуальні послуги. На сьогодні це товариство уже не працює. Але послуги по ремонту та пошиттю одягу надаються і надалі.
У селі працює відділення зв'язку, а також діє 100 телефонних абонентів, 135 радіоточок.
Соціальне обслуговування 20 престарілих та одиноких громадян здійснюють 2 соціальних працівники від районного тер-центру.
7 лютого 2017 року була створена Куликівська територіальна громада, куди разом з іншими 15 селищами увійшла також Хибалівка. Станом на 1 січня 2017 року в селі проживало 474 особи.
12 червня 2020 року, відповідно до розпорядження Кабінету Міністрів України № 730-р «Про визначення адміністративних центрів та затвердження територій територіальних громад Чернігівської області», село увійшло до складу Куликівської селищної громади.
19 липня 2020 року, в результаті адміністративно-територіальної реформи та ліквідації Куликівського району, село увійшло до складу Чернігівського району.

## Населення

### Мова
Розподіл населення за рідною мовою за даними перепису 2001 року:
| Мова       | Кількість | Відсоток |
| ---------- | --------- | -------- |
| українська | 774       | 98.98%   |
| російська  | 7         | 0.89%    |
| вірменська | 1         | 0.13%    |
| Усього     | 782       | 100%     |

## Освіта та культура
На території сільської ради працювала до 2014 року Хибалівська ЗОШ 1-2 ступеня. В ній працювало 12 вчителів та навчалось 37 учнів. Школа розрахована на 198 учнів і тому була заповнена лише на 1/5 частину. У 2015 році дітей возили до Вересоцької школи шкільним автобусом. Нову школу (одна з найкращих і найбільших в районі) закрили через те, що її опалення обходилося занадто дорого — 400 000 гривень на рік.
У центрі села знаходиться Хибалівський Будинок культури на 400 місць. За 2005 рік надано платних послуг на суму 611 гривень.
Сільську бібліотеку 2 роки тому перевели до Хибалівської школи. За 2005 рік послугами сільської бібліотеки скористувалось 380 чоловік, здійснено 6500 книговидач.

## Релігія
У центрі села розташована церква Різдва Богородиці, в якій здійснюються богослужіння.

## Прізвища
У селі станом на 1940-ві роки (дані із меморіалу Другої світової війни) розповсюджені такі прізвища: Бобро, Гарбуз, Гиря, Глотка, Данилевський, Золотар, Коваленко, Компанець, Пипець, Медведь, Миргородський, Науменко, Прокопець, Саєнко, Сахно, Сидоренко, Степаненко, Стецюн, Черняк, Шевель, Шелемеха і Юрченко. Причому найпопулярніші Шевель (26), Черняк (21), Саєнко (15) і Медведь (11).

## Відомі люди
- Сидоренко Семен Іванович — козак комендантської сотні штабу 4-ї Київської дивізії Армії УНР, Герой Другого Зимового походу;
- Назаренко Яків Ісайович — герой німецько-радянської війни 1941—1945;

## Галерея

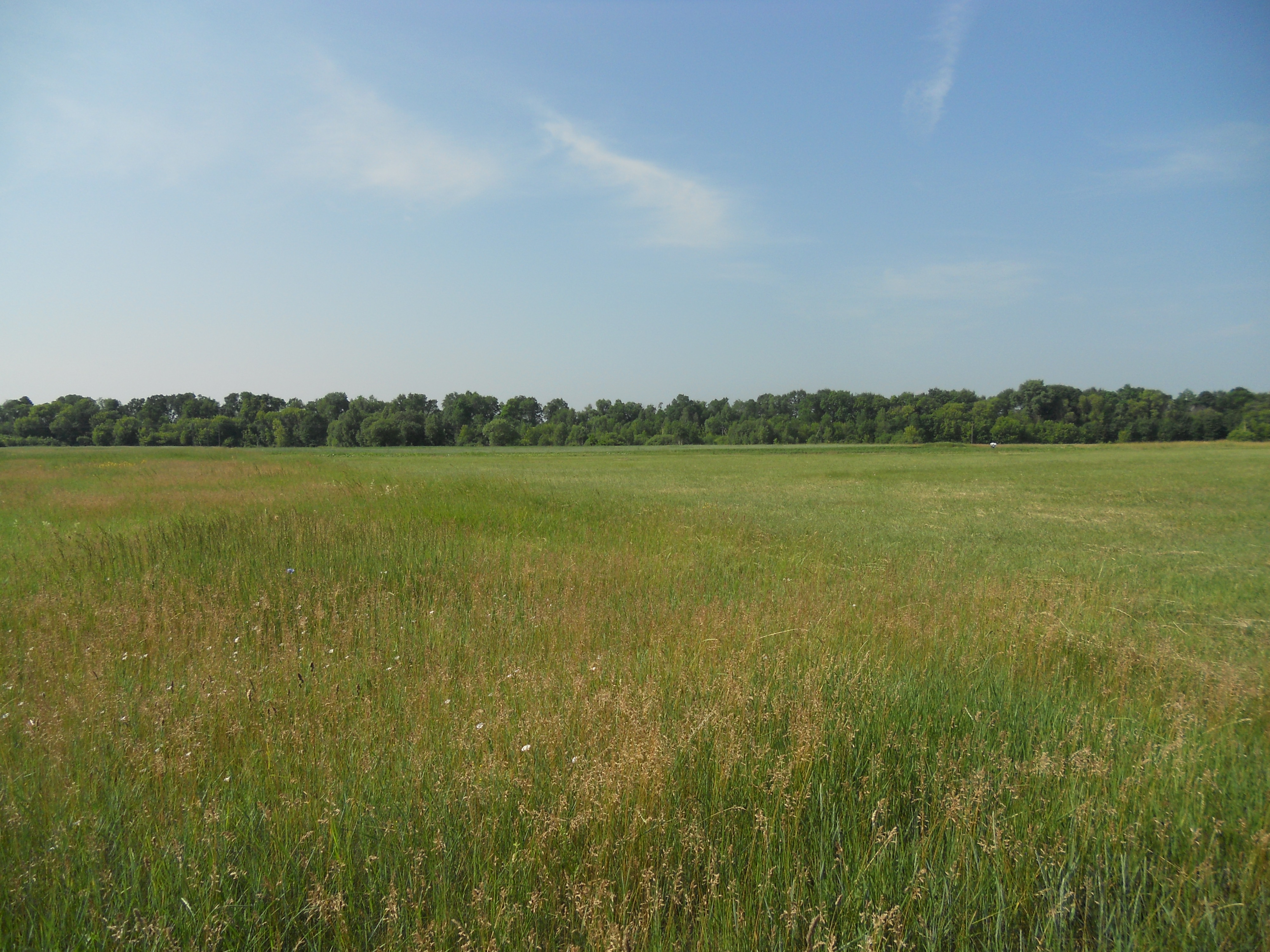
поле біля села
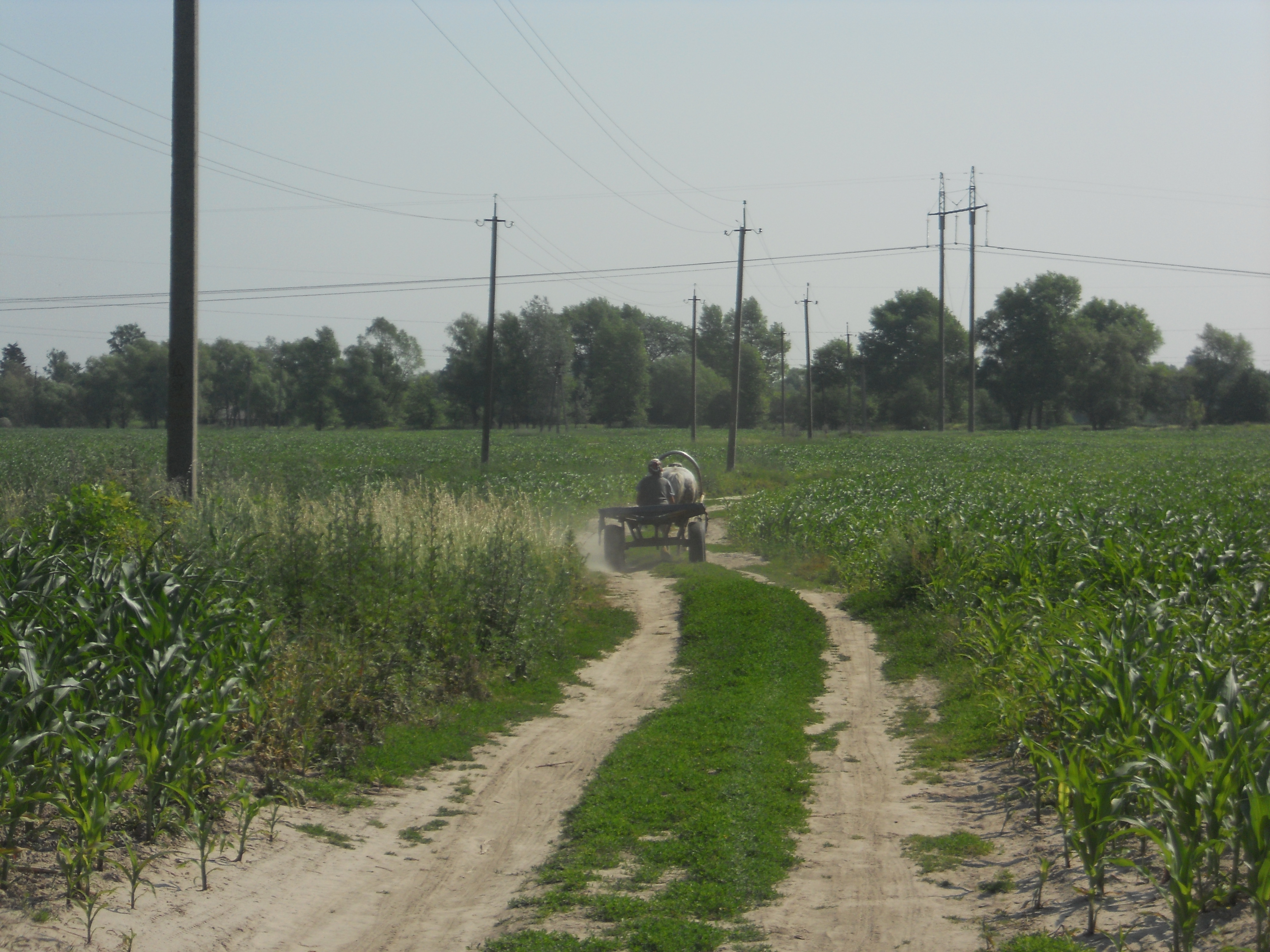
На возі через кукурудзяне поле. Віз досі використовується (2015 рік)
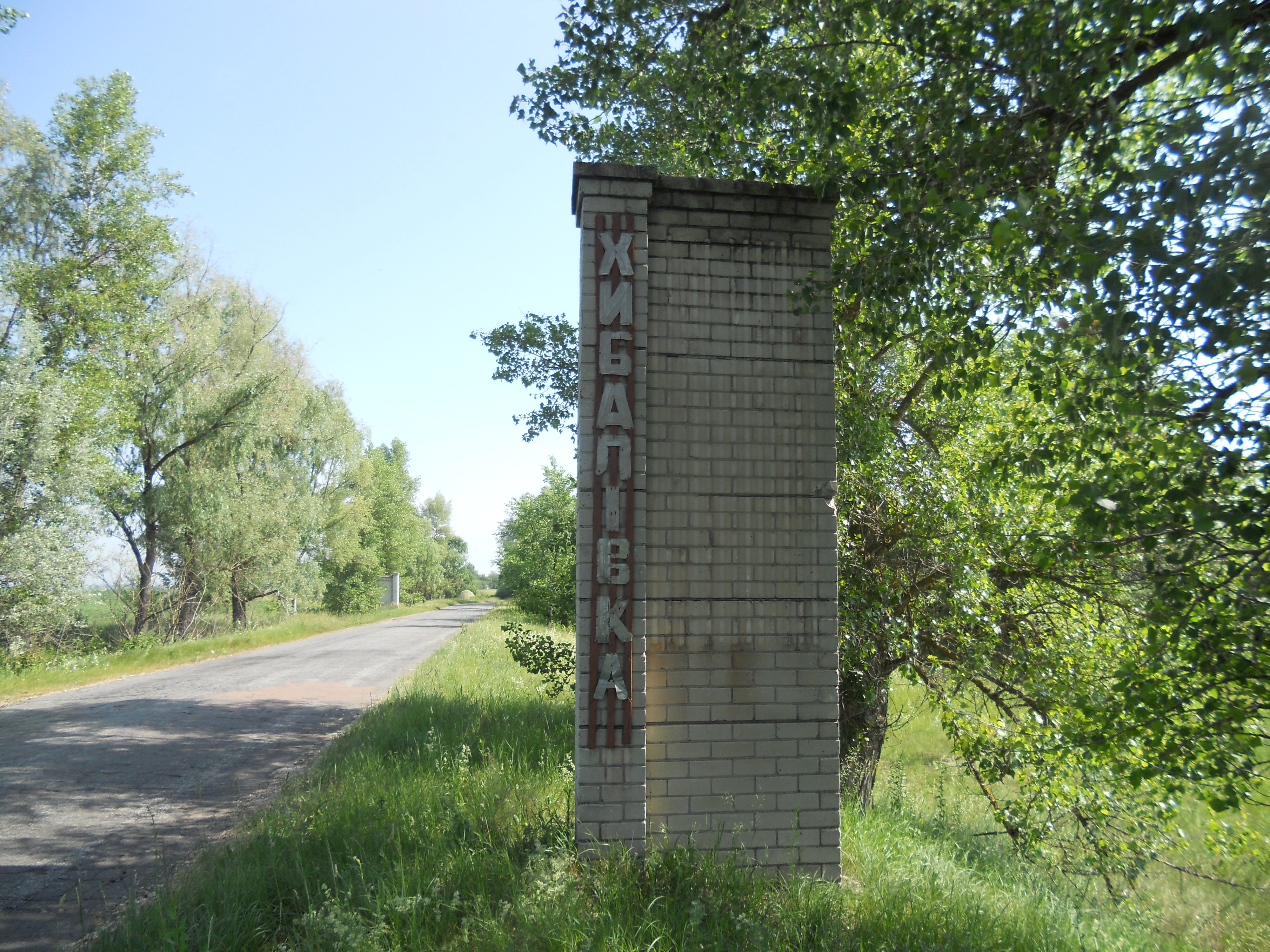
В'їзд до села
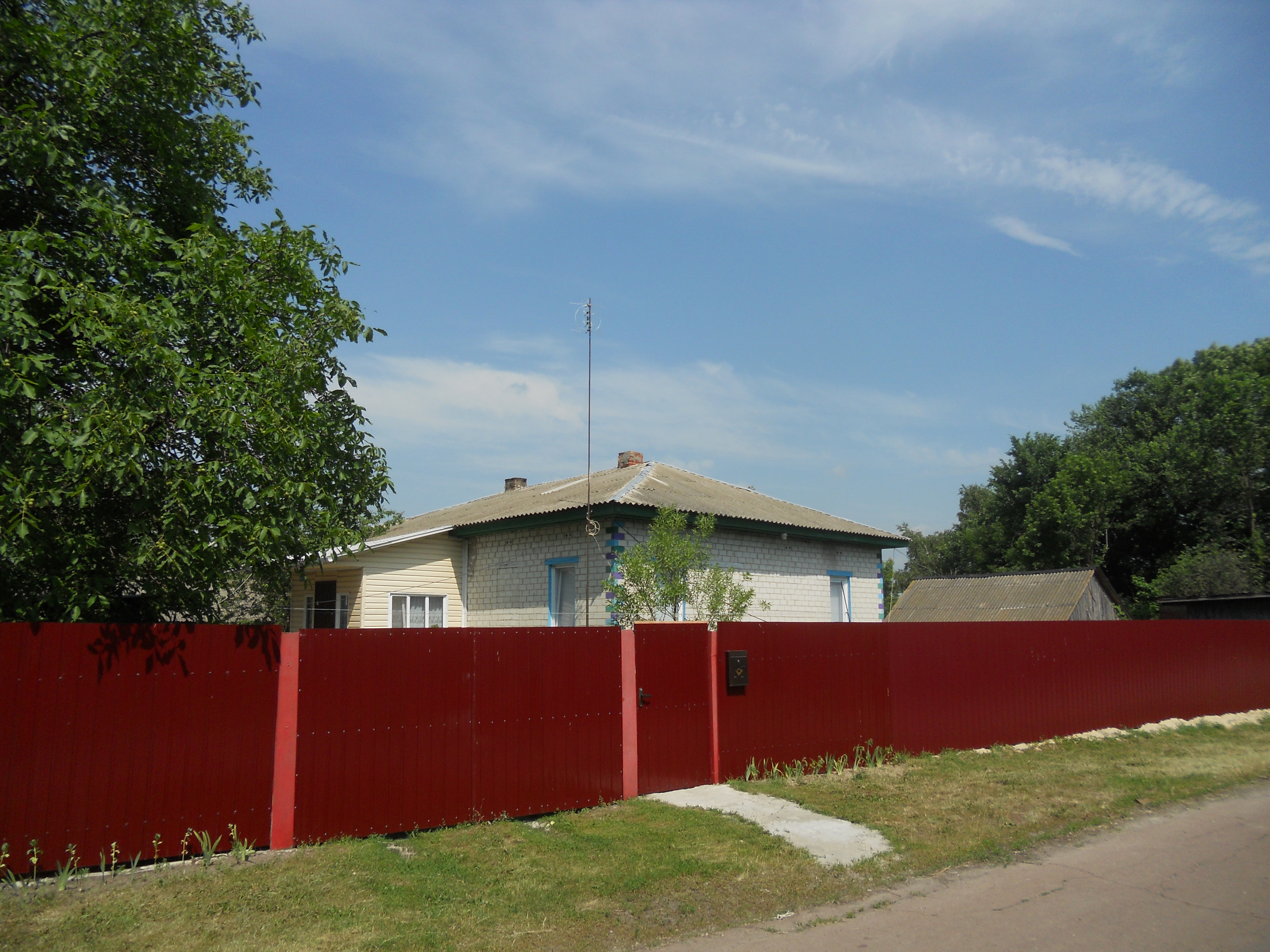
Хата в центрі
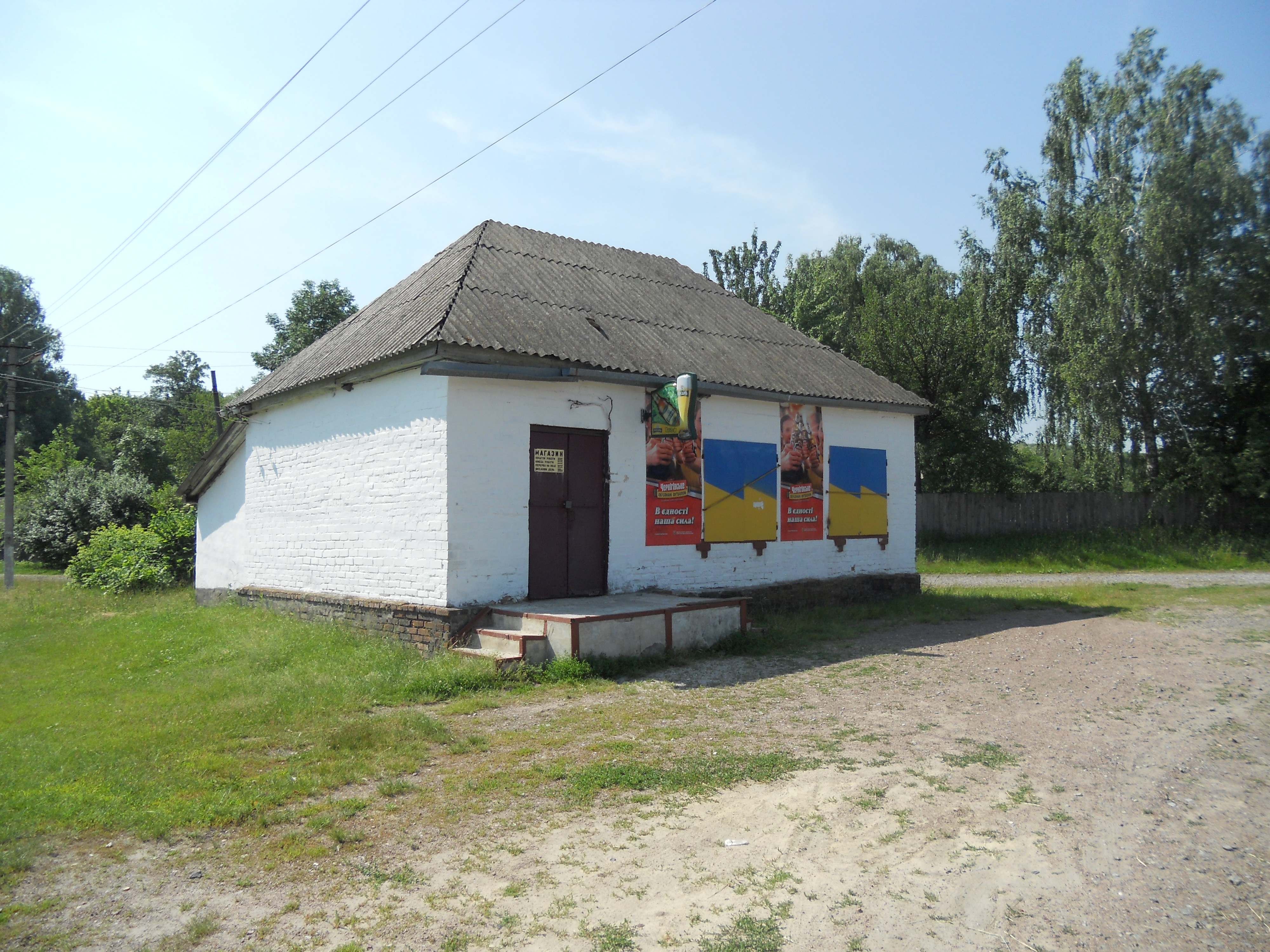
магазин
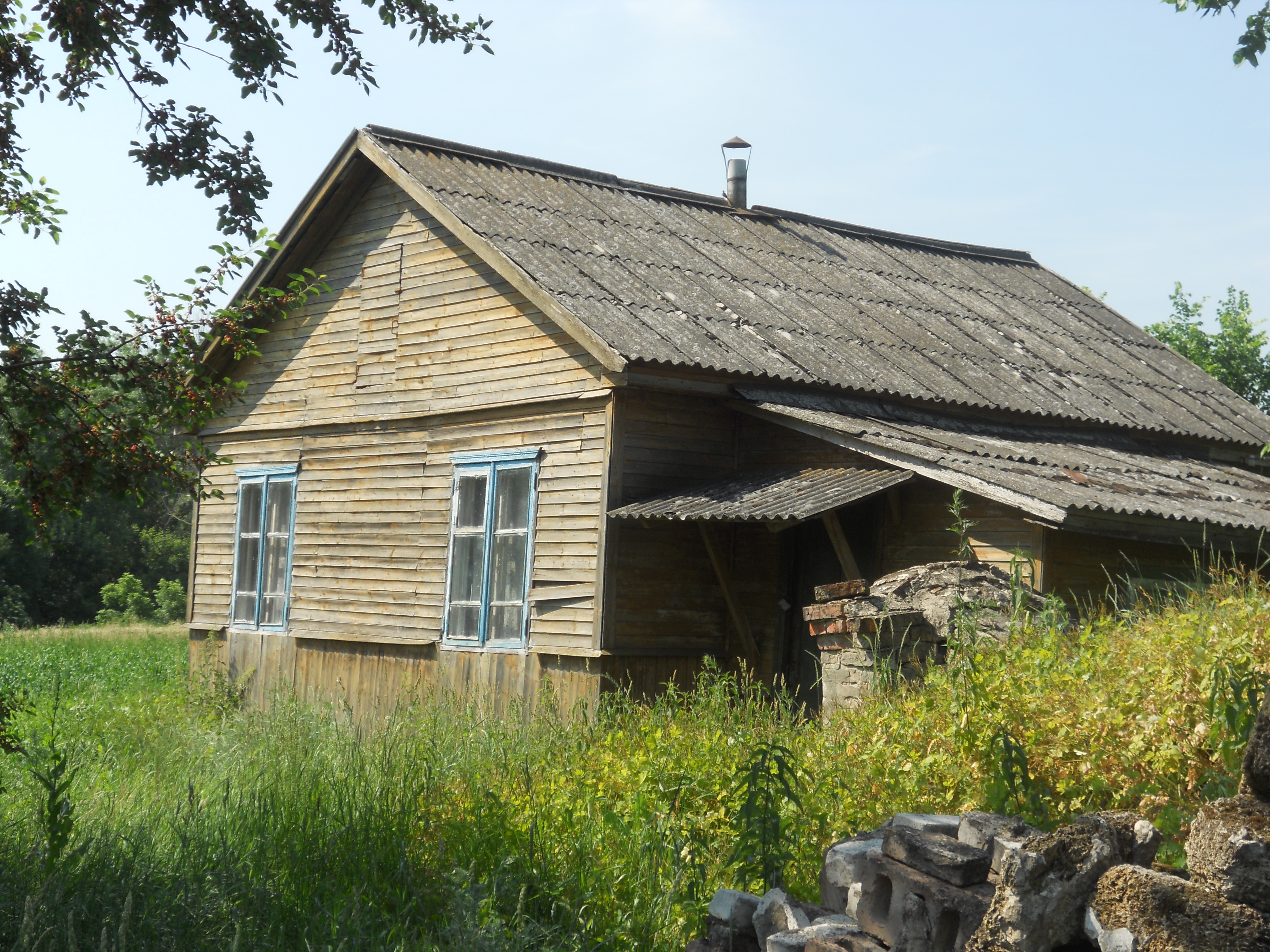
Дерев'яна хата
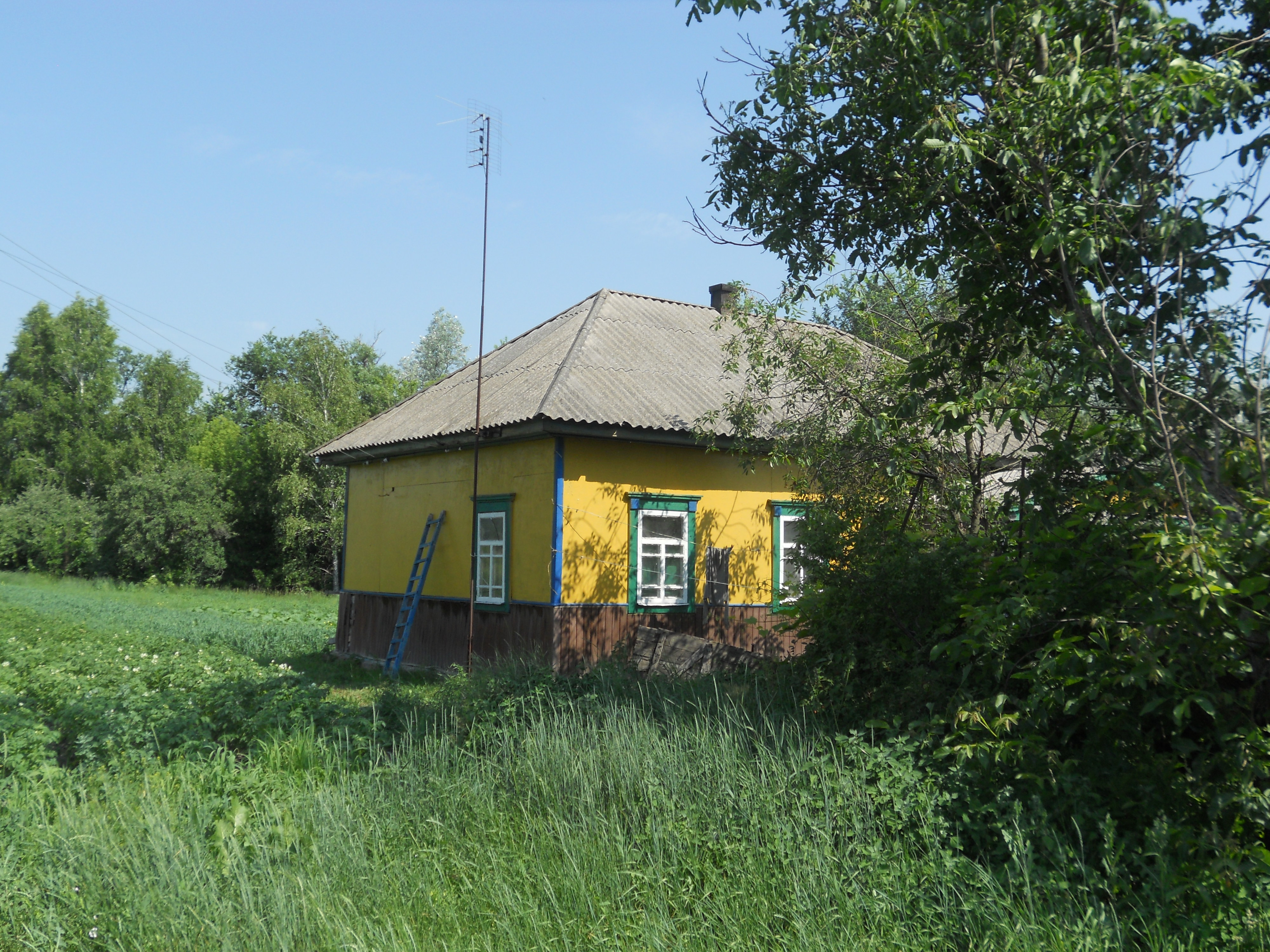
Типова поліська хата
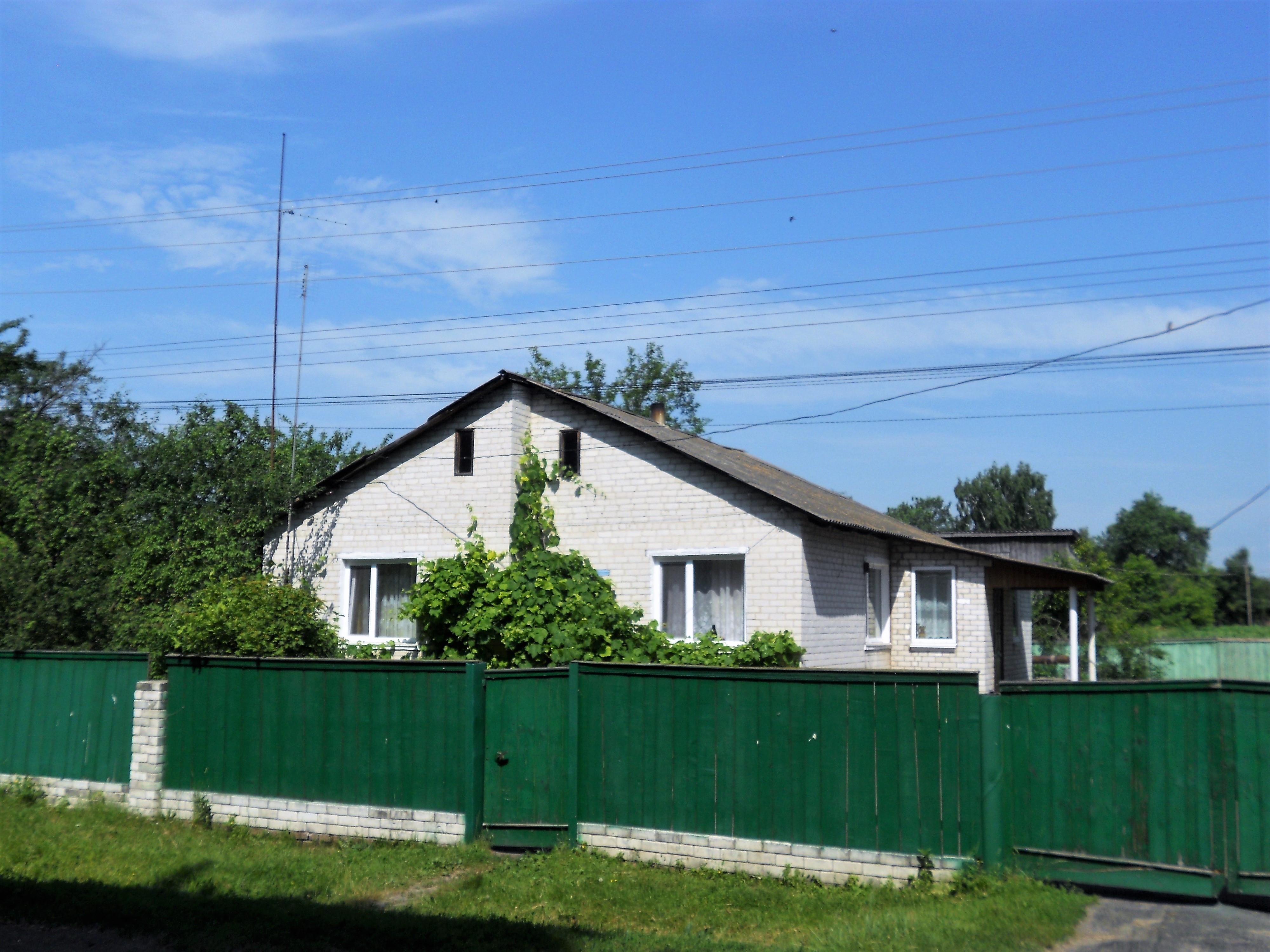
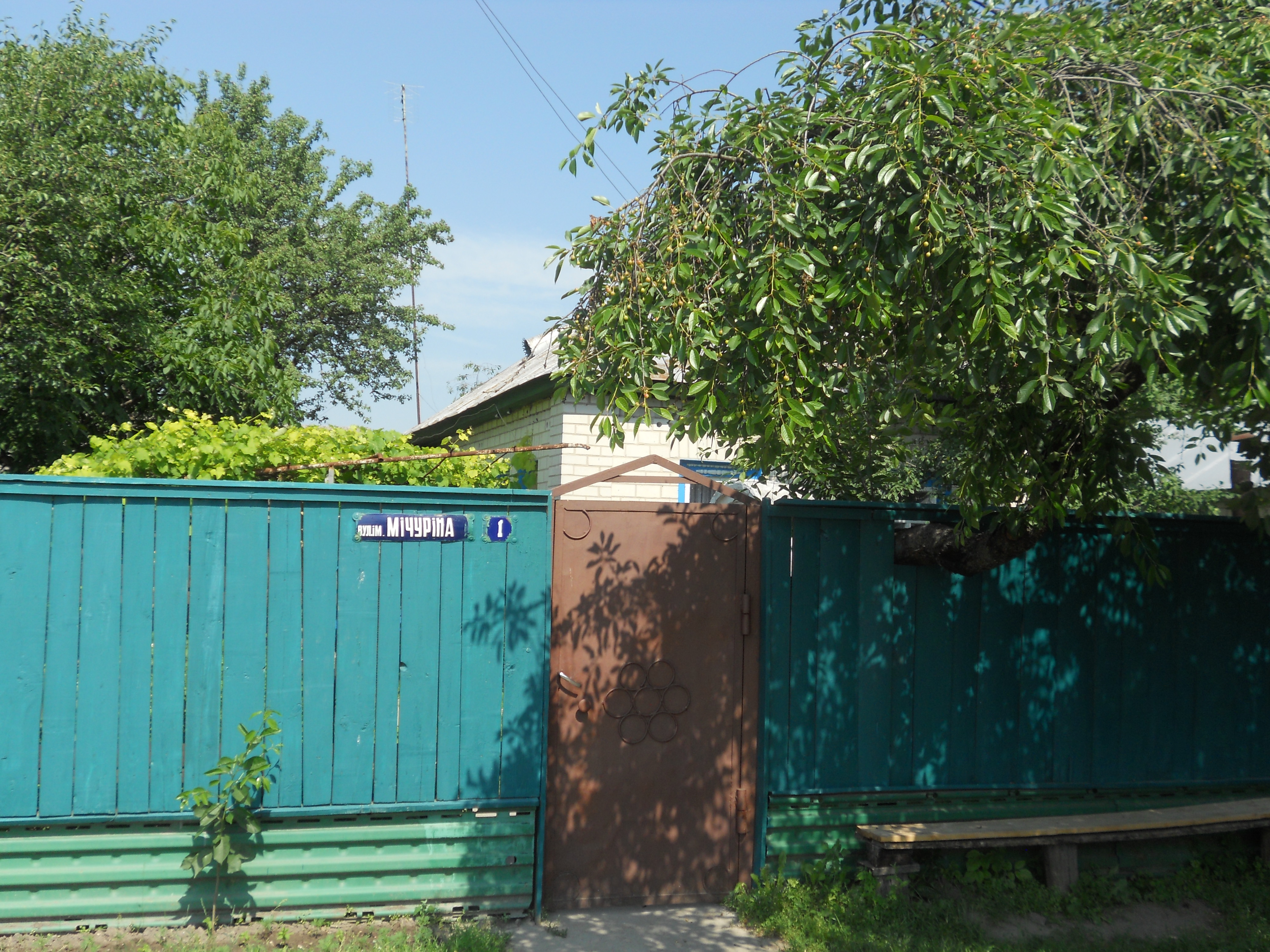
Вулиця Мічуріна
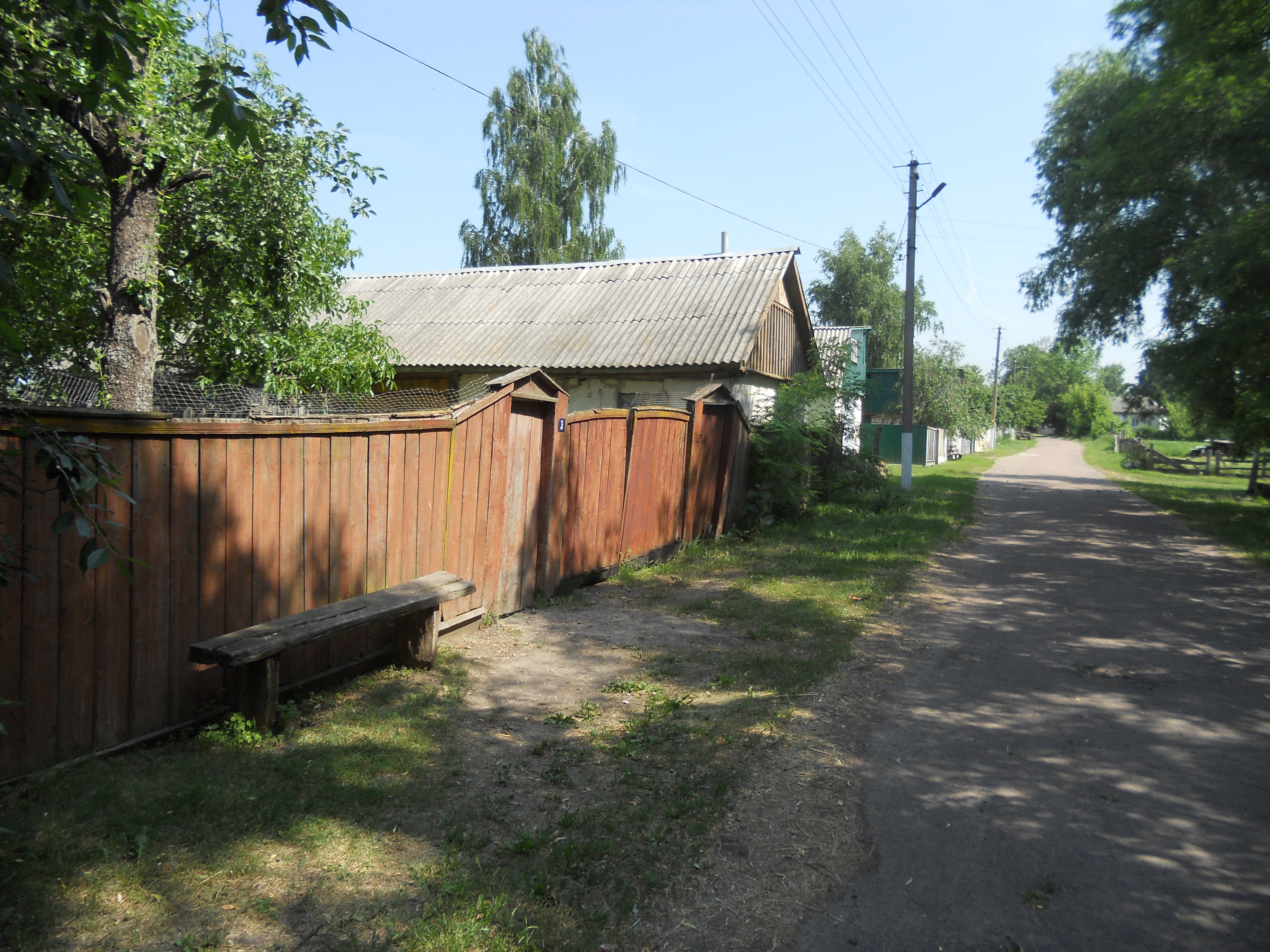
типова вулиця (Мічуріна)
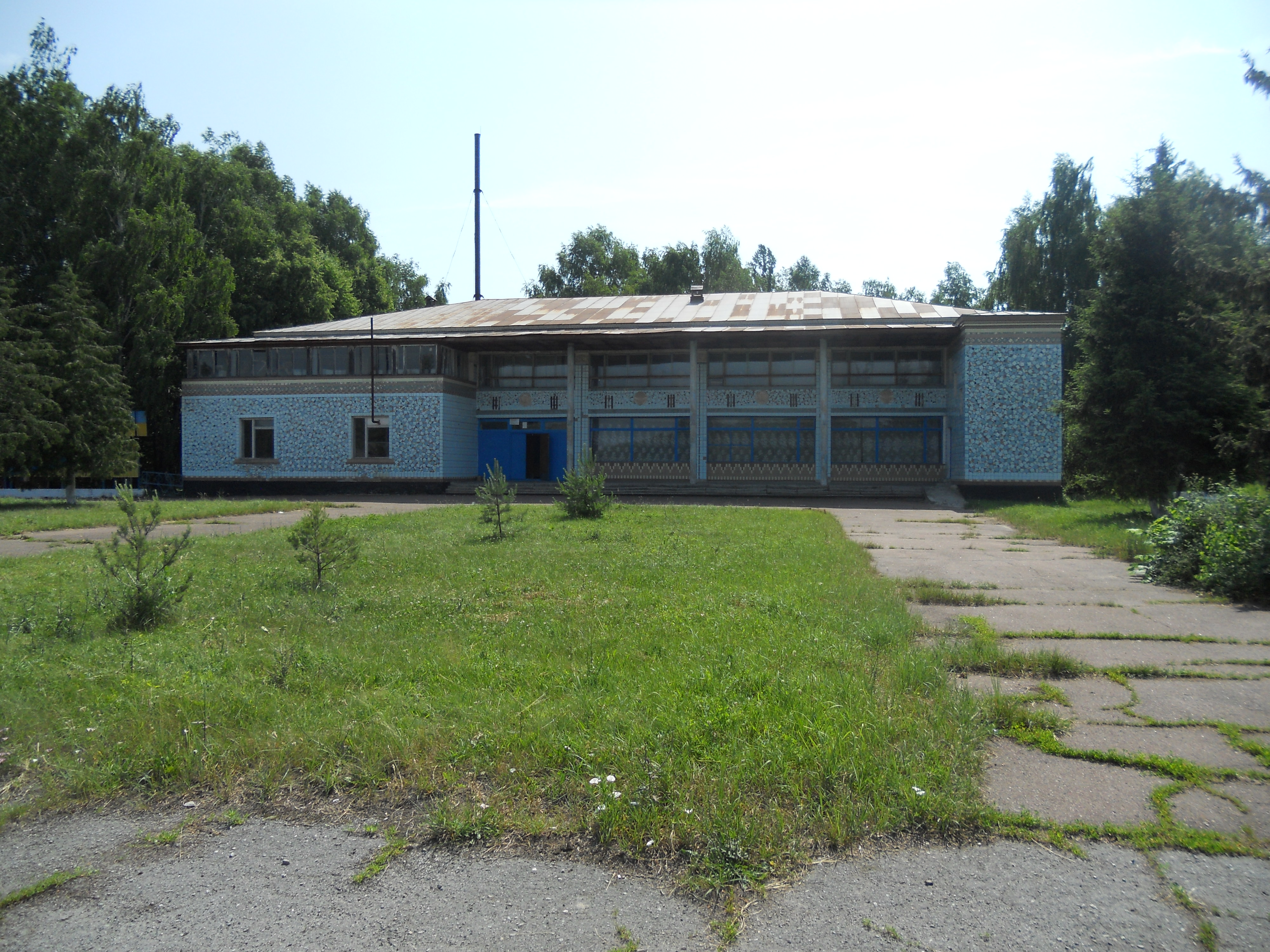
Клуб
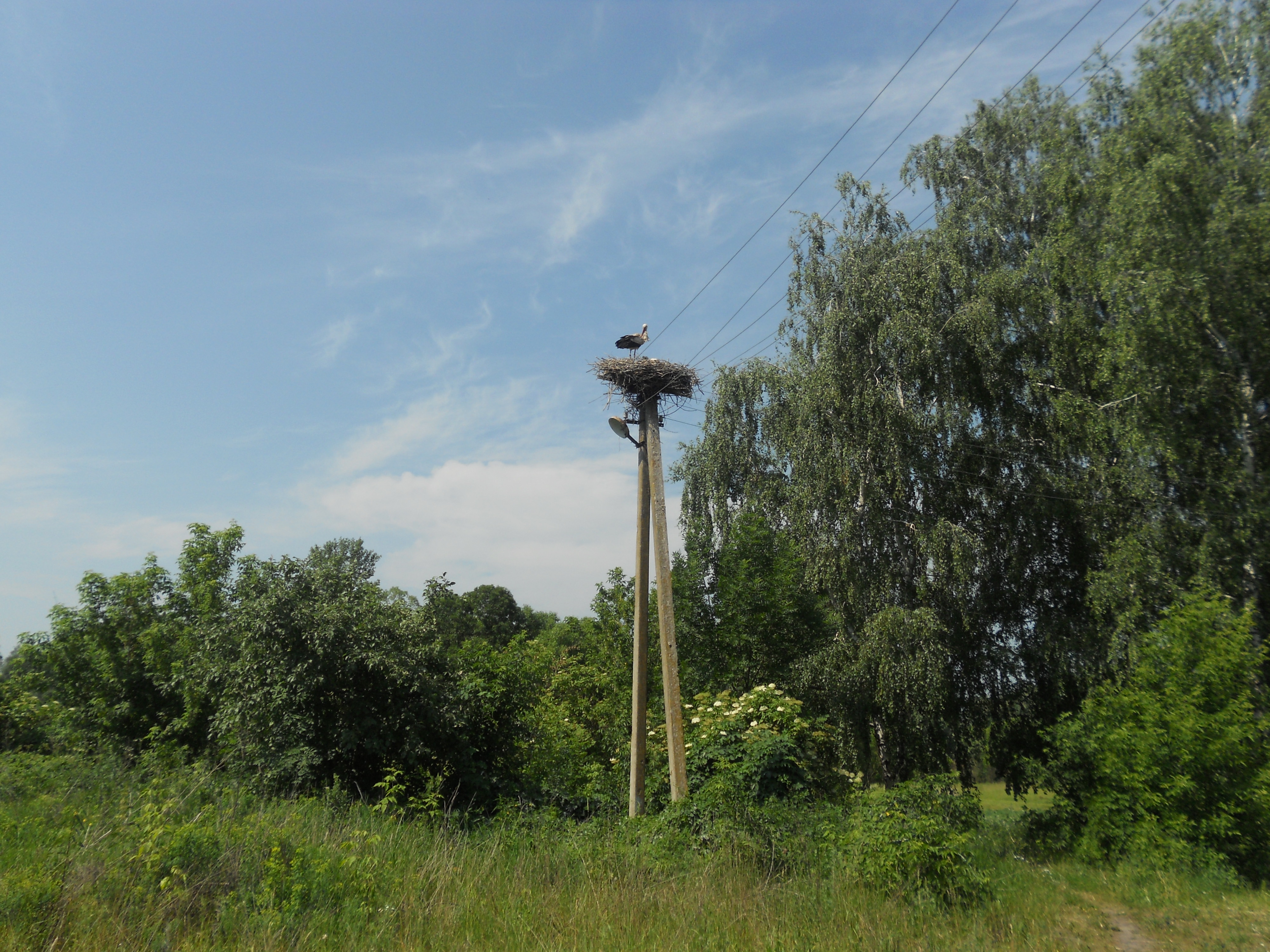
У селі багато лелек
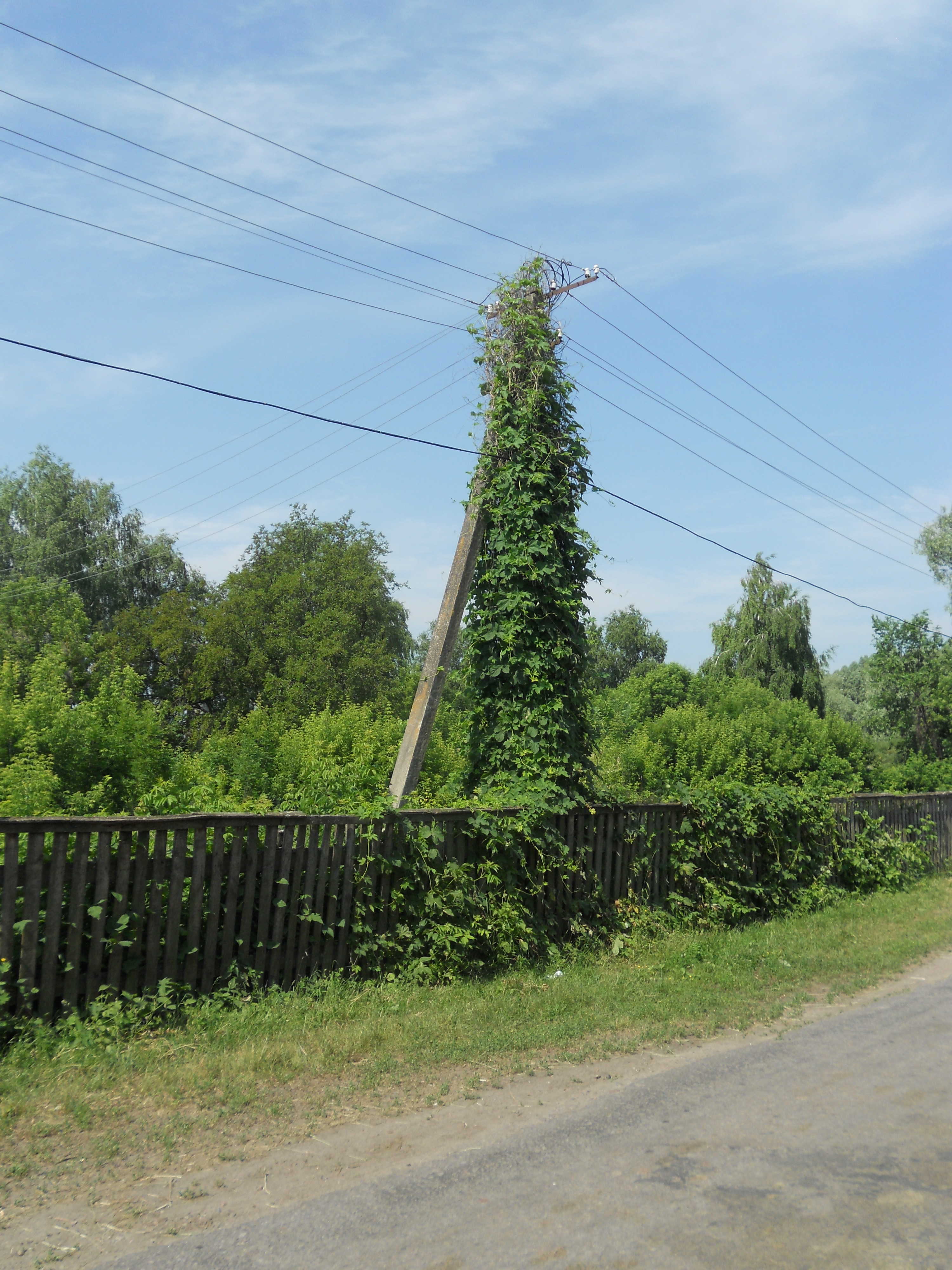
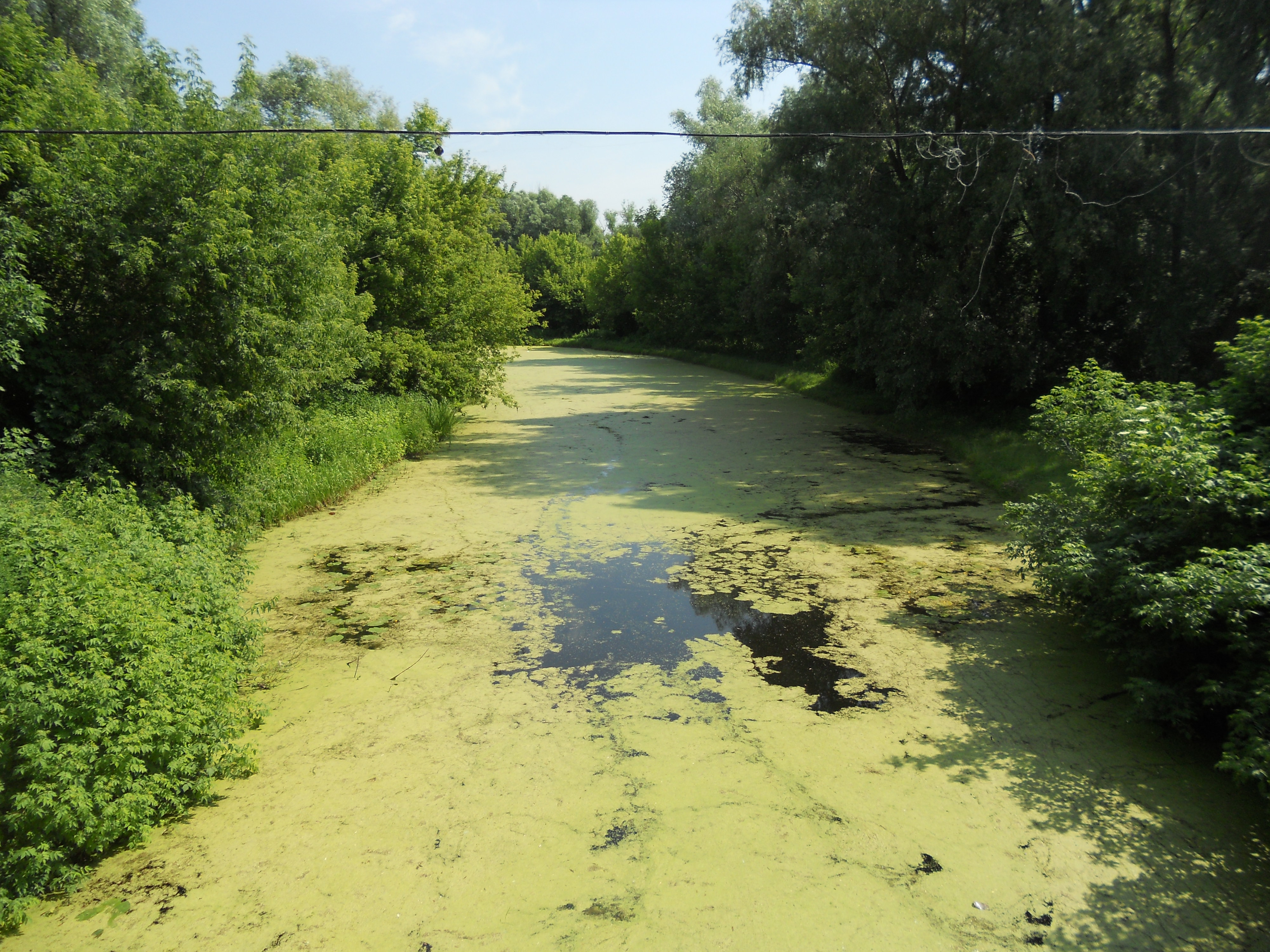
Річка Вересоч
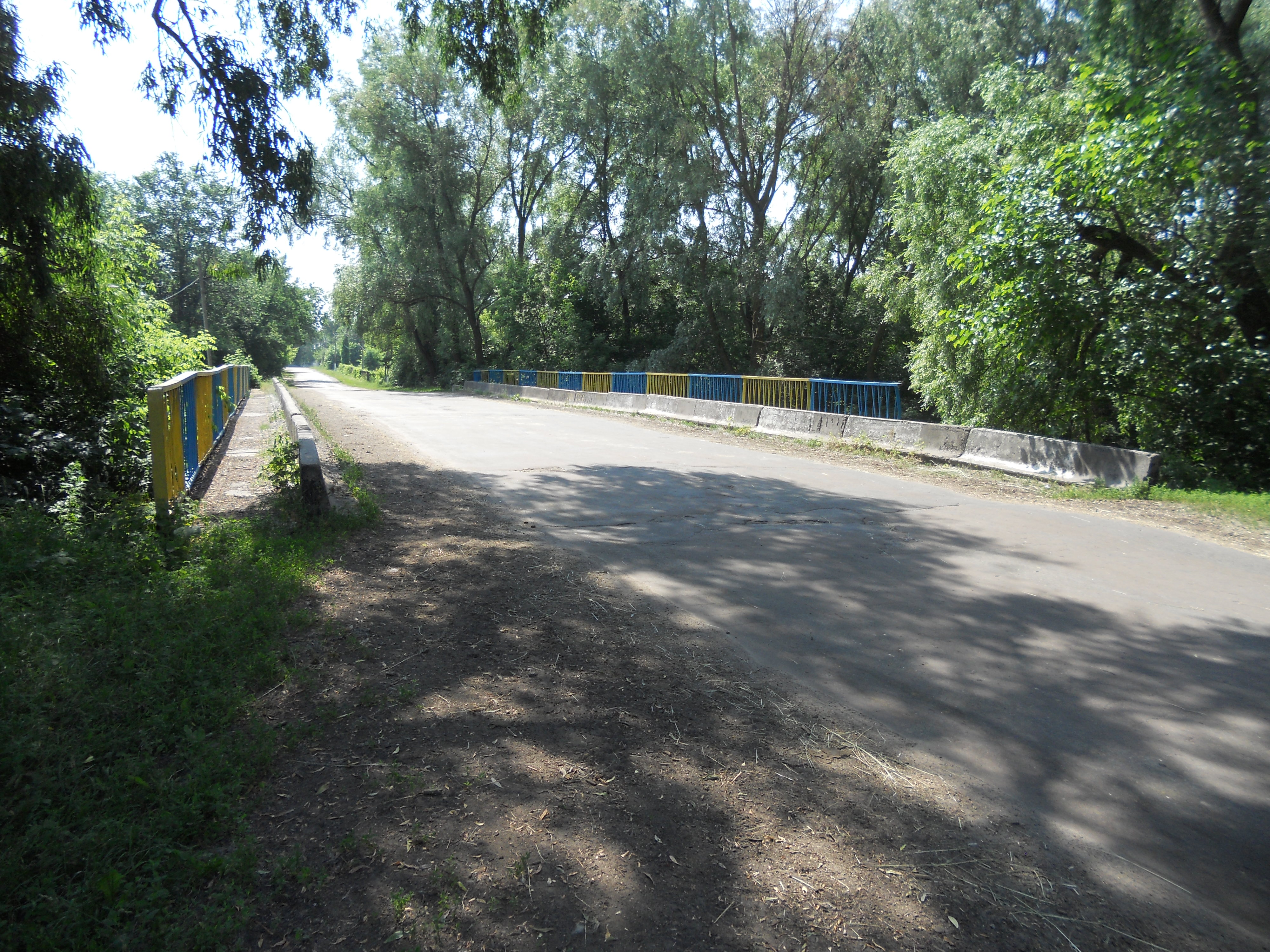
Міст через річку Вересоч
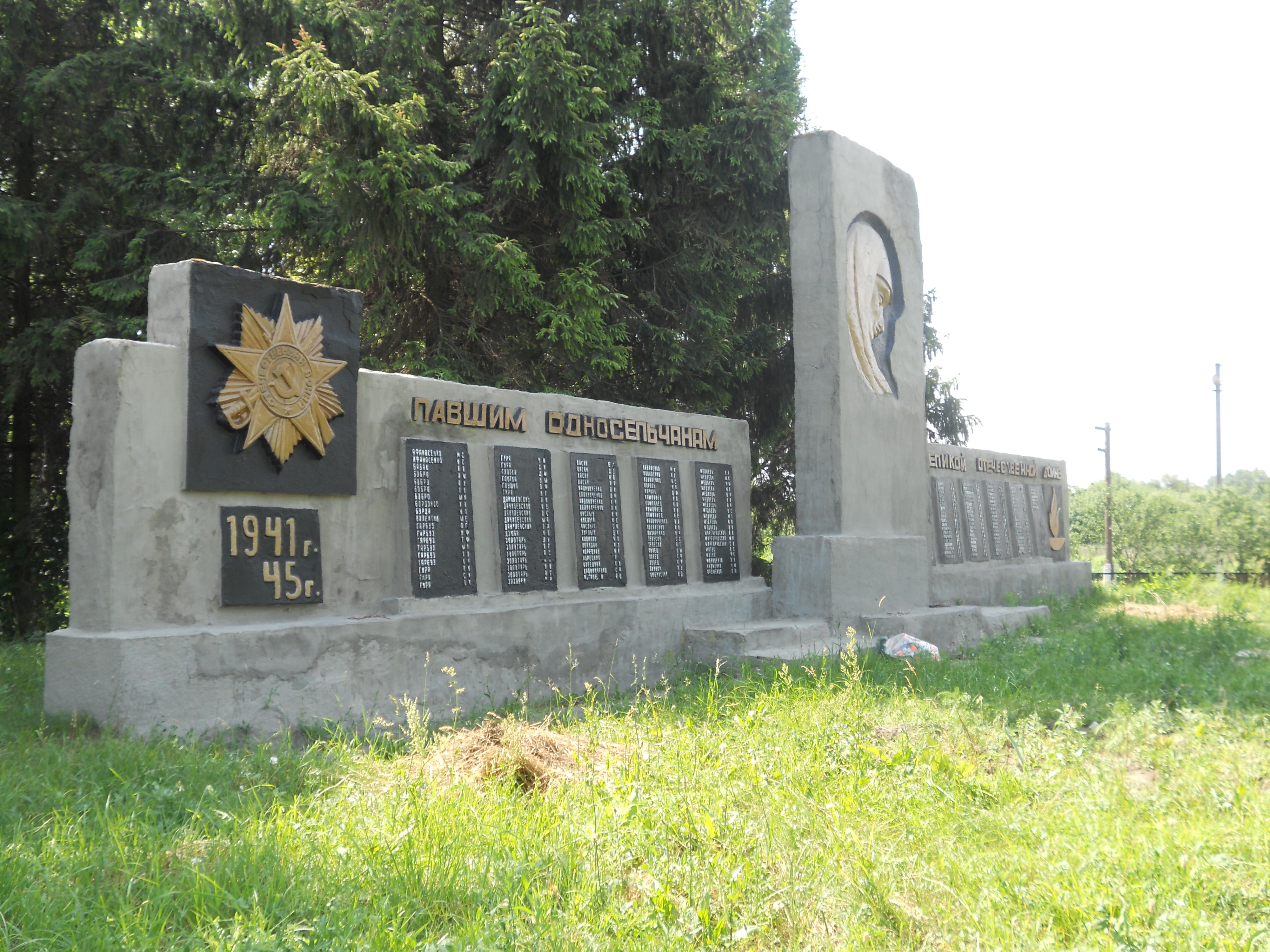
Пам'ятник у центрі
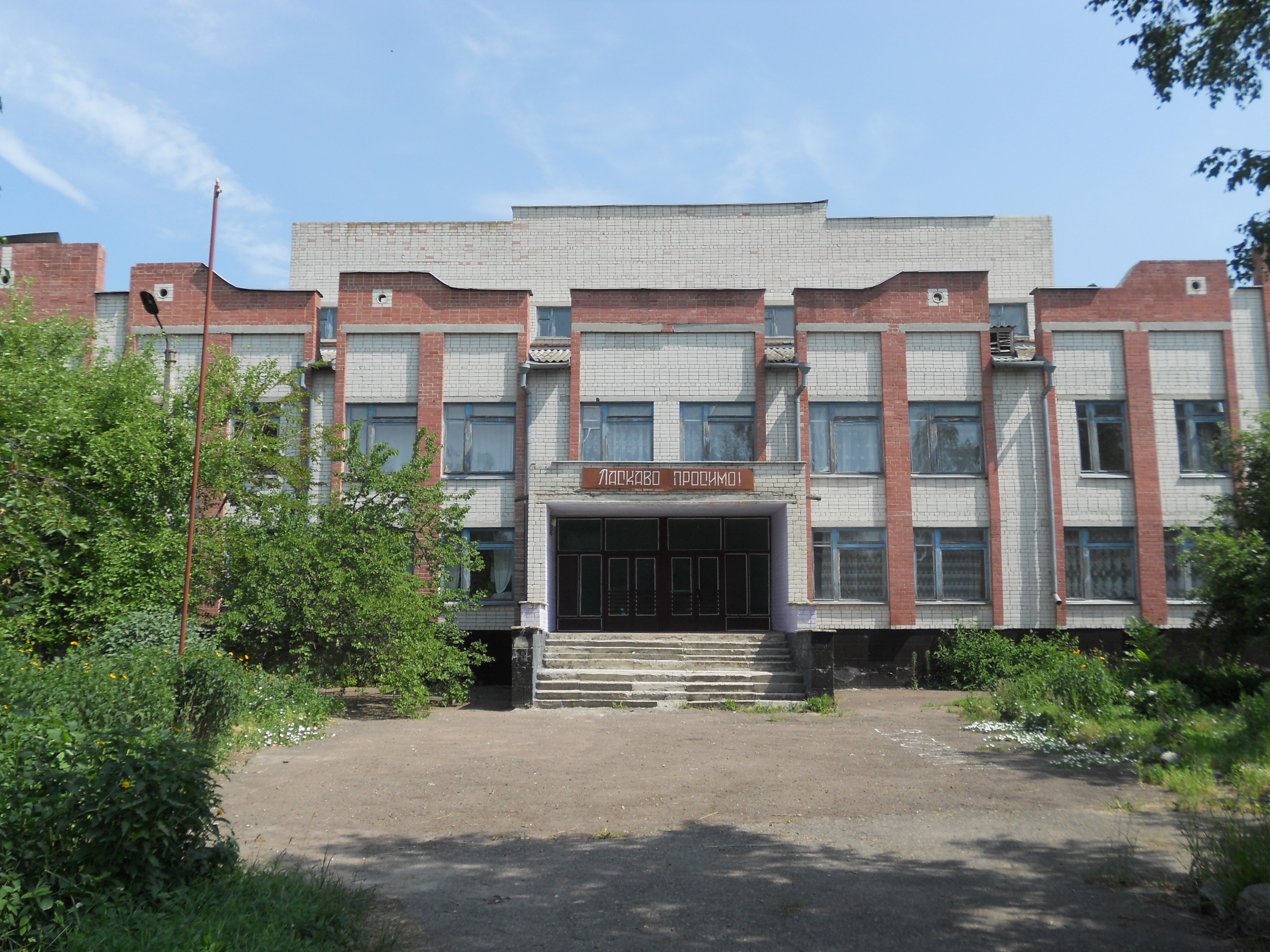
Школа
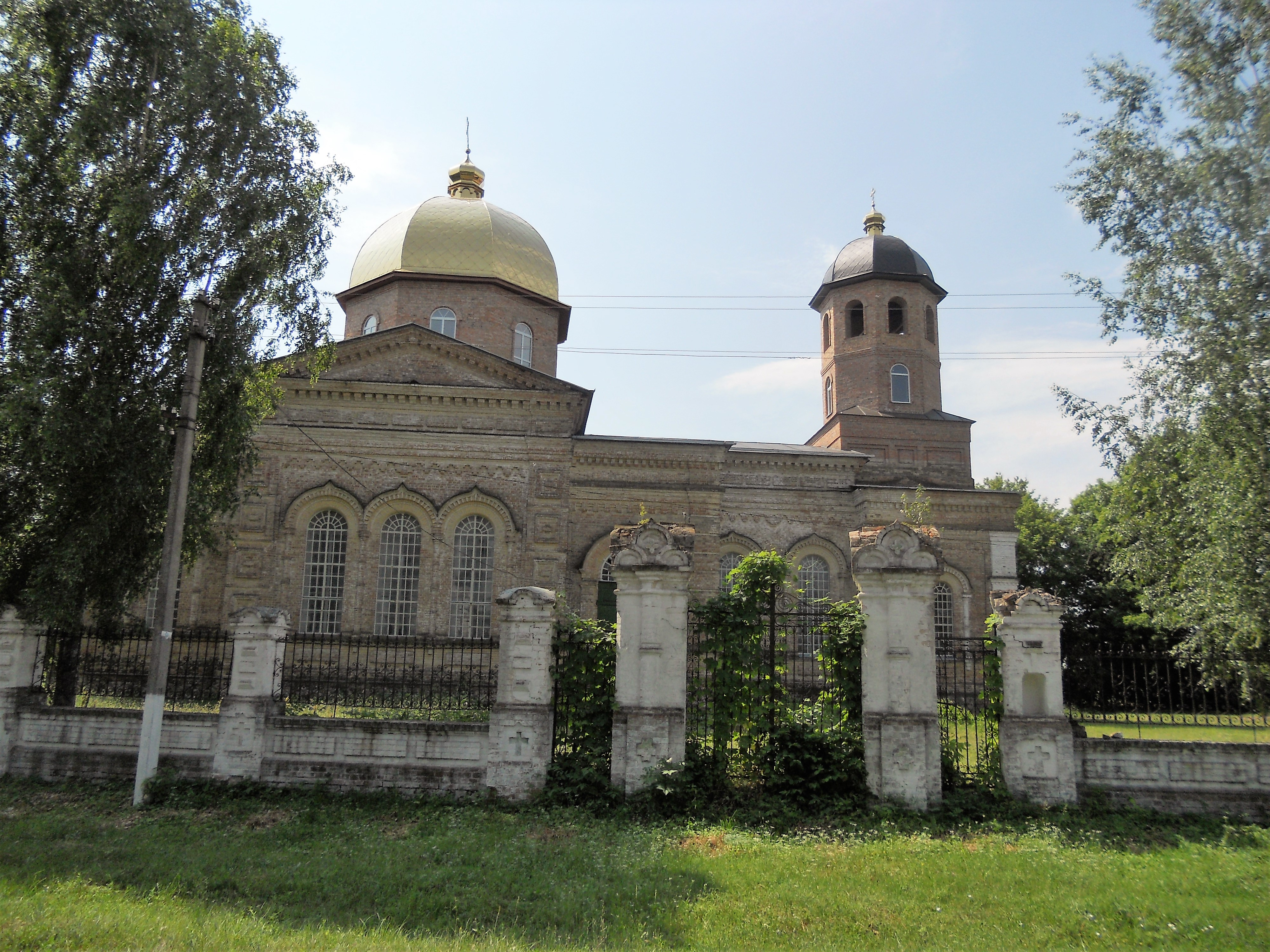
Церква Різдва Богородиці
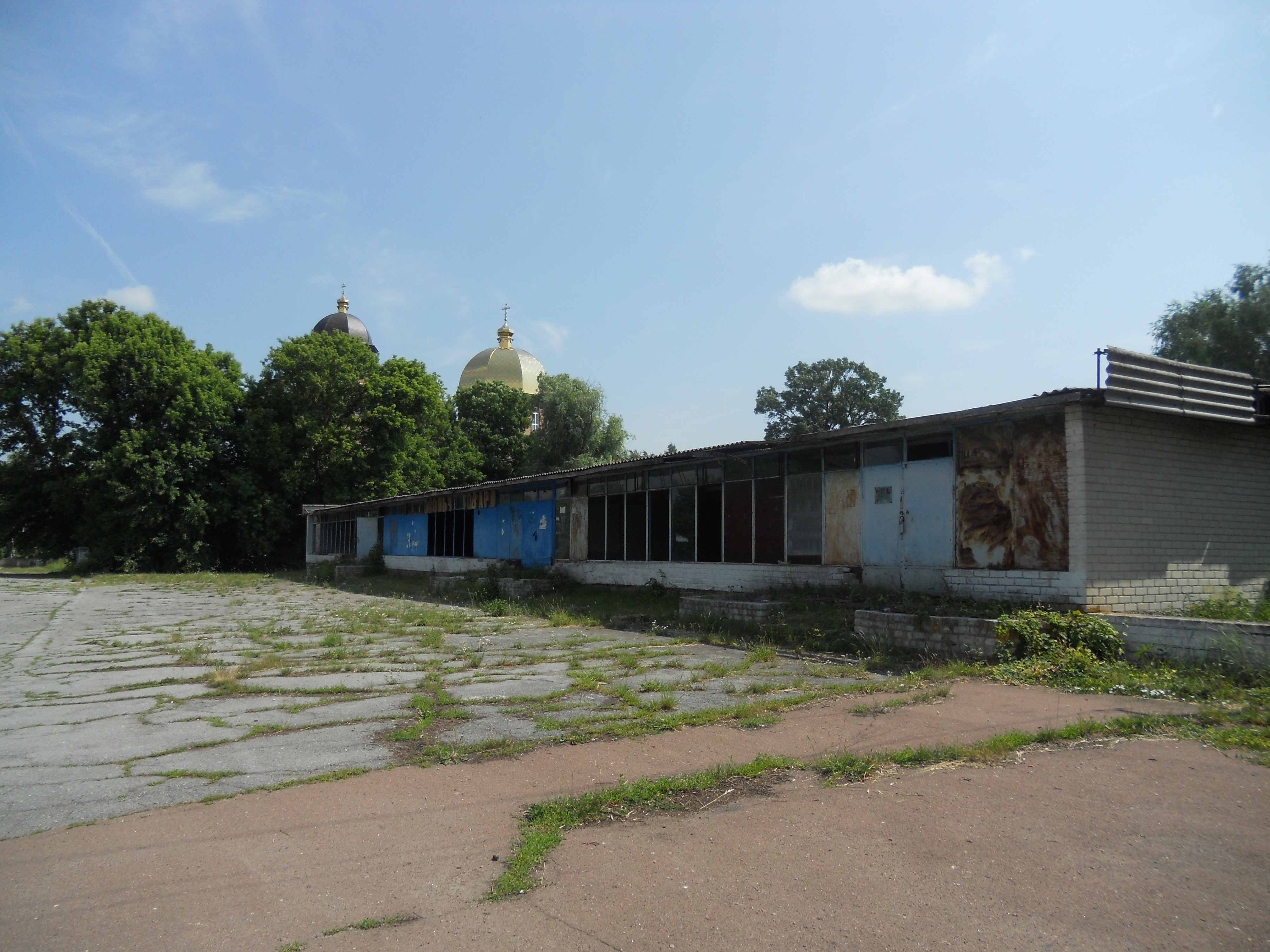
Занедбані магазини
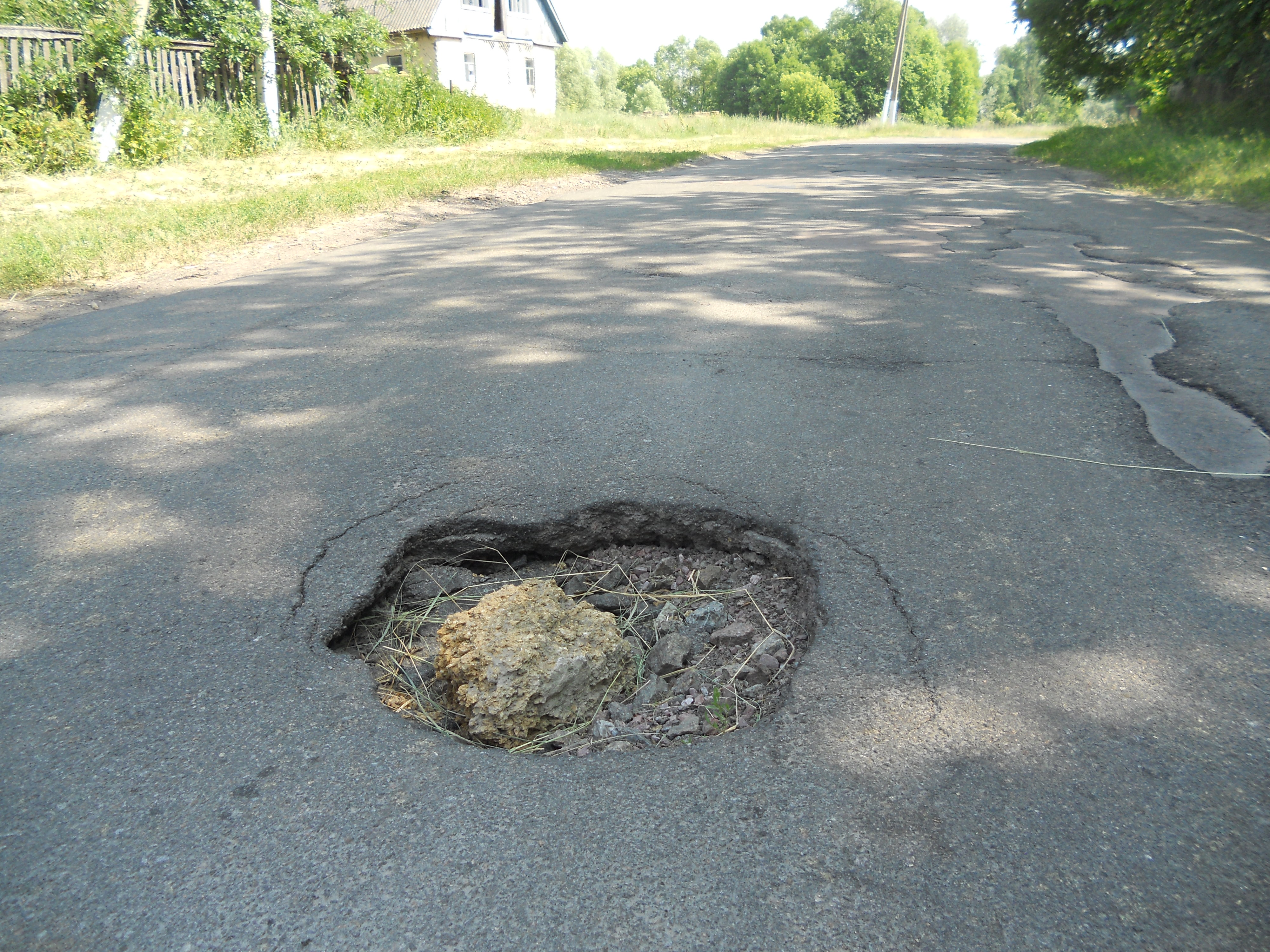
Яма на центральній вулиці
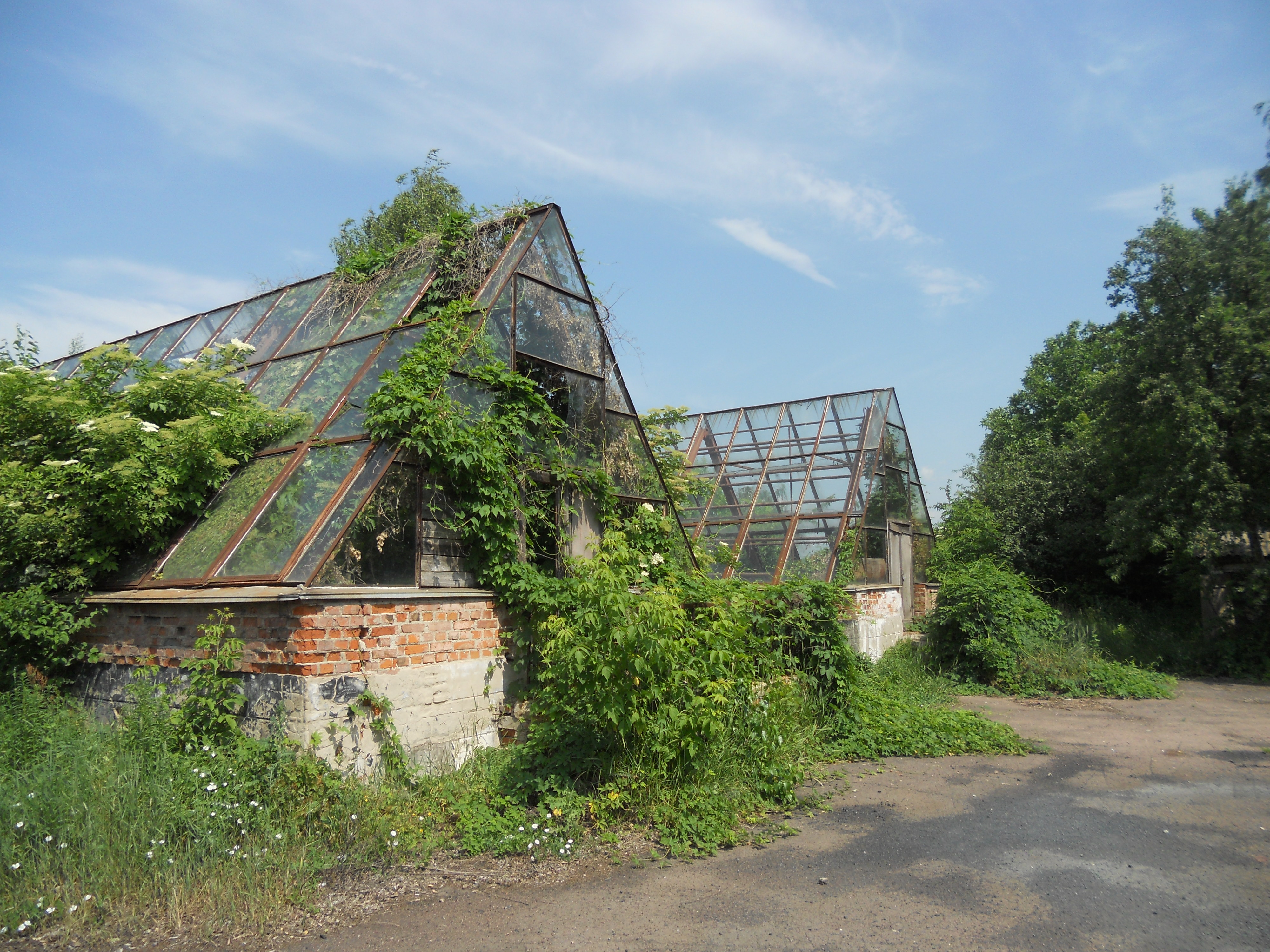
Шкільні теплиці
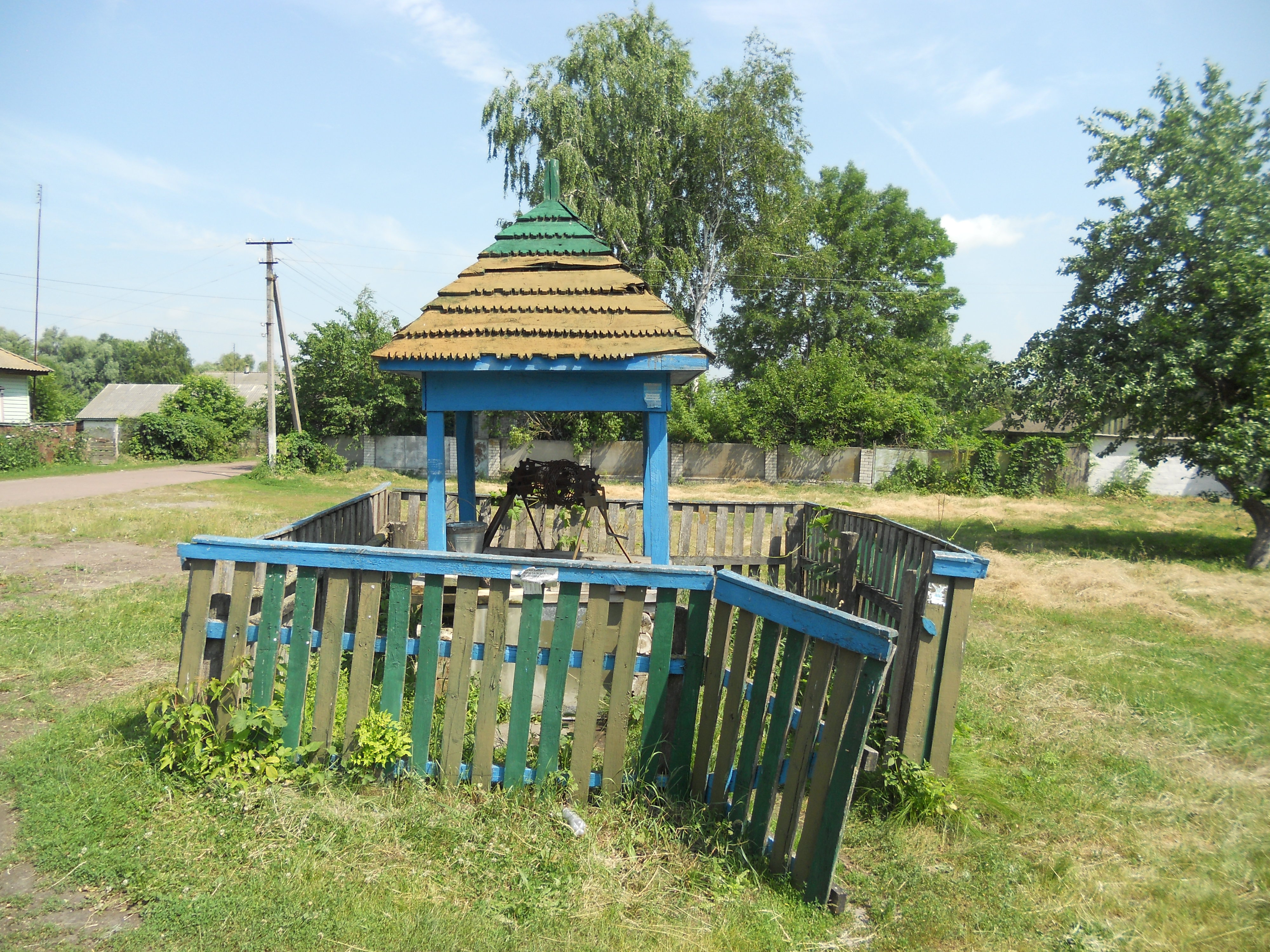
Криниця
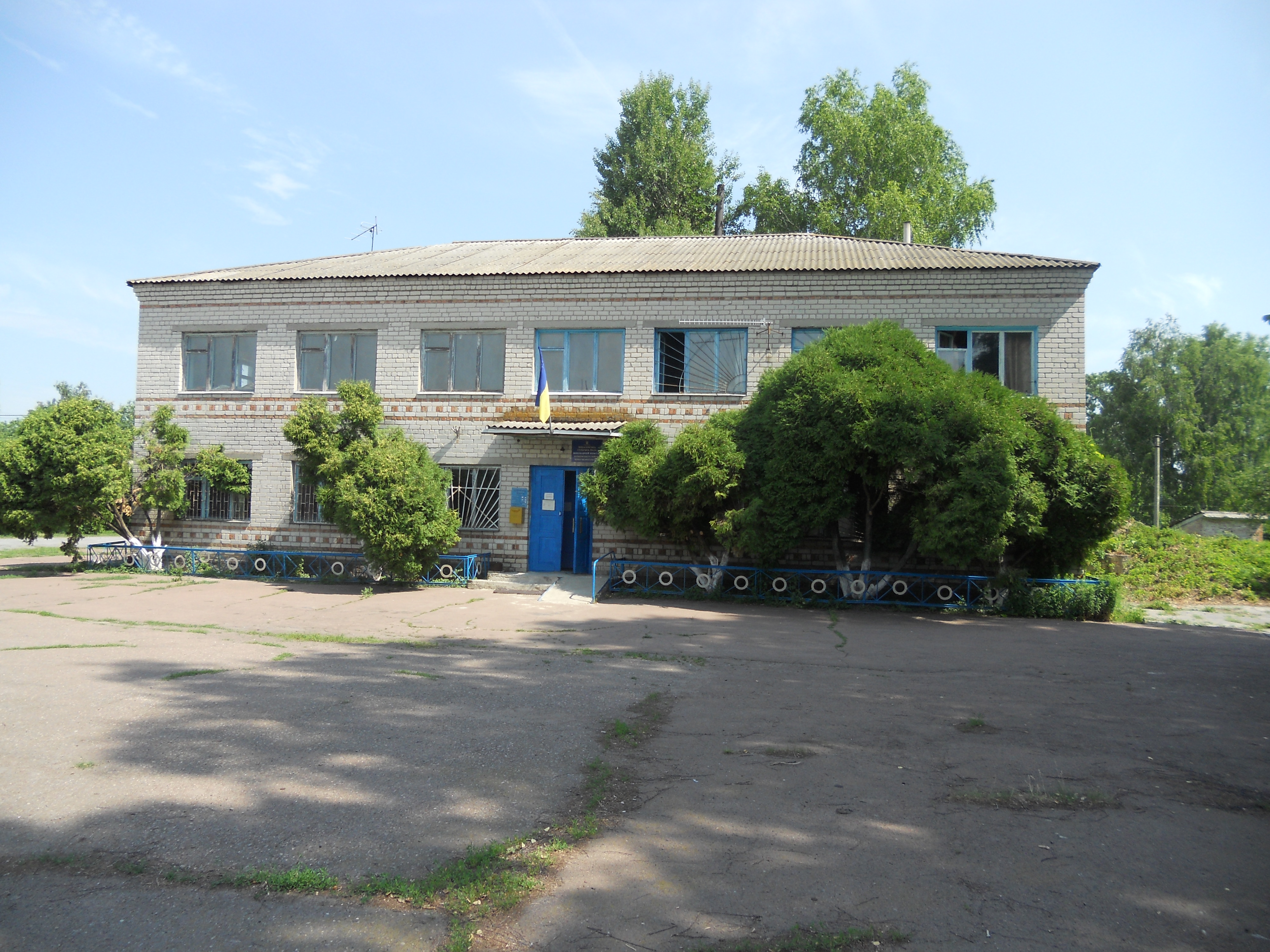
Сільрада
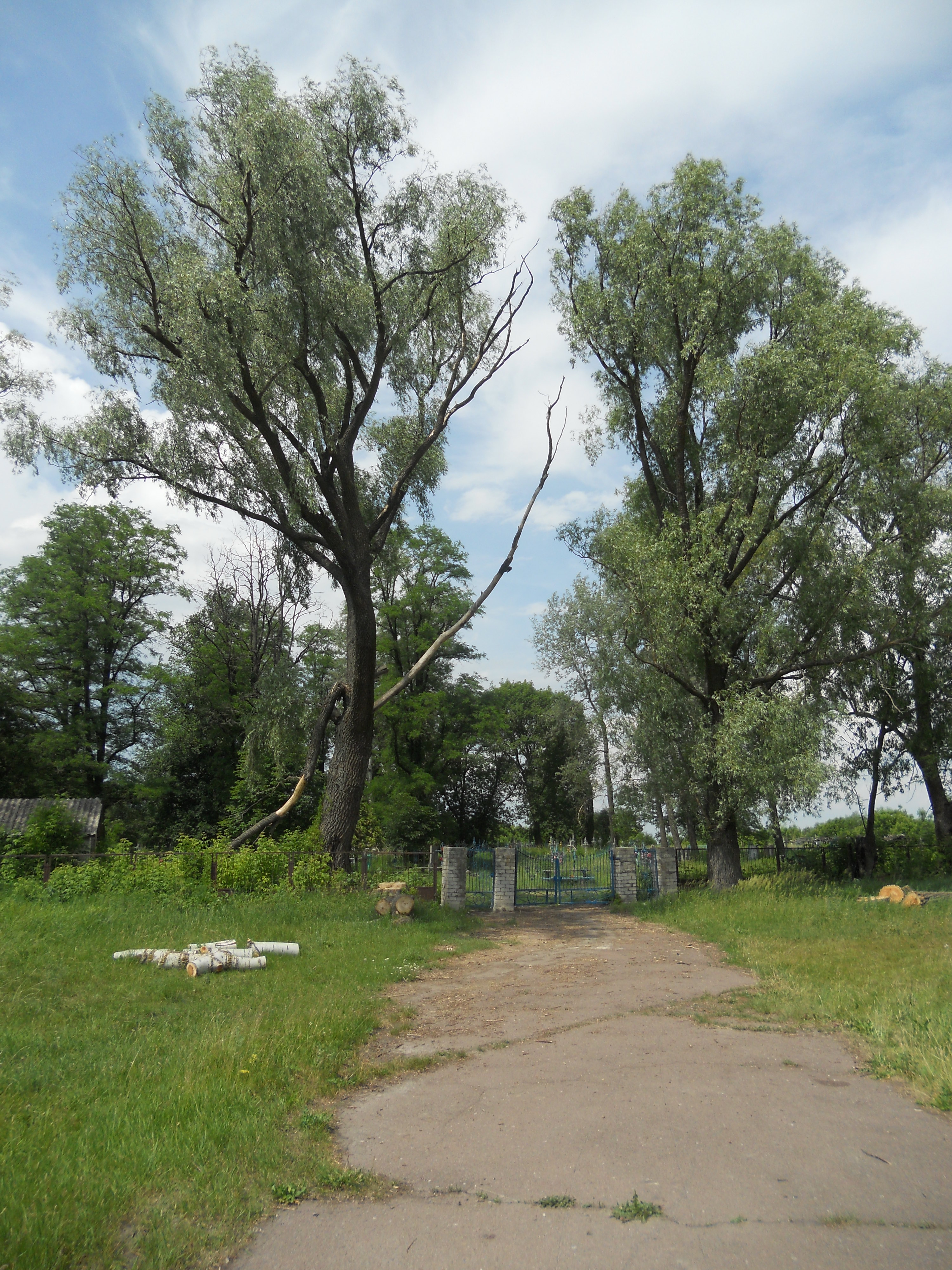
Кладовище
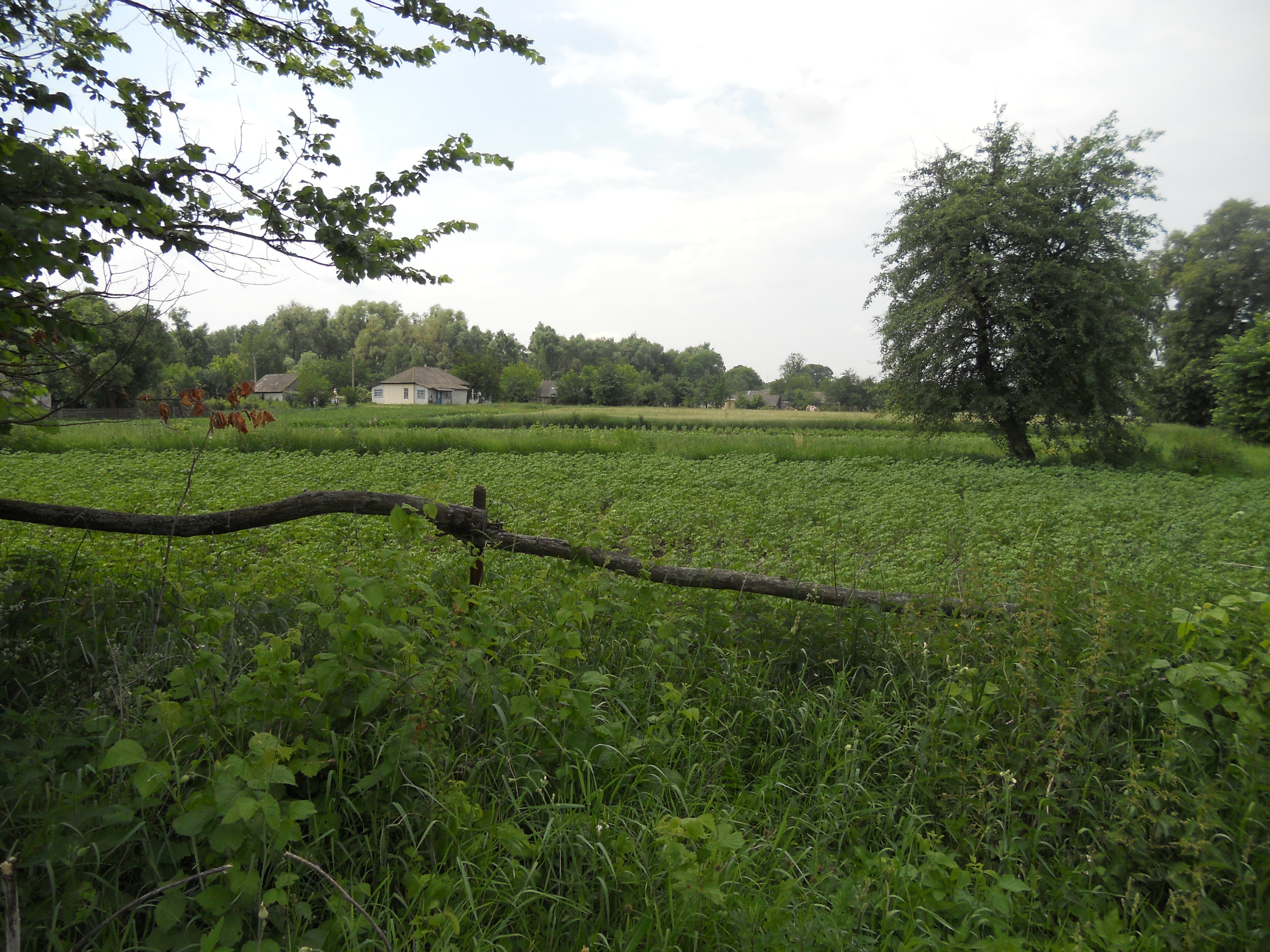
Оброблений сільський город